# Gwiazdowo (województwo warmińsko-mazurskie)
Gwiazdowo (dawniej niem. Sternfelde) – wieś w województwie warmińsko-mazurskim, w powiecie mrągowskim, w gminie Mrągowo.
Do 2023 miejscowość była częścią wsi Karwie.
Miejscowość wchodzi w skład sołectwa Karwie.
W latach 1975–1998 miejscowość administracyjnie należała do województwa olsztyńskiego.
Na skanach map w geoportal oznaczone jako Gniazdowo.

## Historia
Osada założona w 1812 roku na gruntach miasta Mrągowo. W roku 1838 figurowała ona jako gospodarstwo typu dworskiego, liczące dwie chałupy i 21 mieszkańców, około 1900 roku należało do niego ponad osiem włók.
W 1973 r. do sołectwa Karwie należała także osada Gwiazdowo.